# USA:s delstater
USA:s delstater omfattar de 50 administrativa enheter som tillsammans utgör Amerikas förenta stater. Delstaterna delar sin suveränitet med USA:s federala statsmakt; amerikaner är därför medborgare både i den federala republiken och i den delstat där de bor.
Delstaterna styrs tillsammans av respektive delstats guvernör, lagstiftande församling och domstolsväsen, dessa härleder sin auktoritet från delstatens konstitution och författningar som är unika för varje delstat. 
I kongressens båda kammare företräds varje delstat av två senatorer i överhuset och av ett antal representanter i underhuset, där tilldelningen av platser baseras på delstatens folkmängd och varierar från Wyomings enda till Kaliforniens 53 representanter.
Varje delstat har en egen huvudstad, en egen flagga och flera egna symboler. Delstaterna har delvis olika demografi och kultur, men delar amerikansk engelska som de facto-språk, samt grundläggande likheter i och med att alla lyder under USA:s konstitution och dess högsta domstol och får ekonomiskt stöd från den federala budgeten.
Kentucky, Massachusetts, Pennsylvania, och Virginia benämner inte sig själva som delstater, utan som "commonwealths" , men skillnaden gentemot andra delstater ligger enbart i just beteckningen.
På den amerikanska flaggan representeras de 50 delstaterna av 50 stjärnor, medan de tretton ränderna representerar de ursprungliga tretton kolonierna.

## Administration
Delstaterna styrs genom deras respektive konstitutioner. Genom att ratificera USA:s konstitution, överförde staterna delar av sin suveränitet till USA:s federala statsmakt. Enligt det tionde tillägget till konstitutionen, är all makt som inte i konstitutionen är tilldelad den federala statsmakten reserverad för delstaterna eller för folket. Ledarna för administrationen antingen väljs i allmänna val eller utses, beroende på vilken tjänst det rör sig om.
Delstaterna delas upp i countyn eller liknande, som har viss lokal självbestämmanderätt, men inte är suveräna. Strukturen på dessa varierar stort.
USA:s delstater är fria att organisera sina respektive styrande organ, så länge de uppfyller kraven i USA:s konstitution om att vara en republik. I praktiken har alla stater valt ett styressätt med tre delar: den verkställande makten, den lagstiftande makten och den dömande makten (ett domstolsväsen), trots att detta inte är ett krav.

### Den verkställande makten
Den verkställande makten i varje delstat leds av en vald guvernör (se nedan). De flesta delstater väljer också flera andra poster inom den verkställande makten som arbetar jämte guvernören. Bland dessa poster märks viceguvernören ('lieutenant governor', ofta vald tillsammans med guvernören) och delstatsåklagare, statssekreterare, delstatsrevisorer, delstatskassörer, jordbrukskommissionär, utbildningskommissionär och försäkringskommissionär. Varje delstat är dock organiserad efter eget gottfinnande vad gäller avdelningar. Delstatsstyrets verkställande gren kan innehålla flera olika nämnder, styrelser, företag och myndigheter som var och en kan vara underställda enskilda departement eller myndigheter under guvernören eller direkt under guvernören.

#### Verksamhetsområden
Historiskt sett har delstaterna skött polisväsende, utbildning, sjukvård, transport och infrastruktur, men samtliga dessa områden får avsevärda ekonomiska tillskott från den federala budgeten, och styrs delvis av federala regler.
De flesta delstatsstyren handhar följande verksamhetsområden: 

- arbetslivsförsäkring
- arbetslivsverk
- arbetsförmedling
- arbetslöshetsförsäkring
- bank/finansverksamhet
- bostadsbolag
- brandskydd
- civilanställda
- delstatspolis
- delstatssekreterare
- ekonomisk utveckling
- energi
- folkhälsa
- fängelse och villkorlig frigivning
- försäkring
- hälsovård
- jordbruk
- juridik
- konst
- konsumentskydd
- krishantering
- körkort och trafiksäkerhet
- lotteri
- miljö
- nationalgarde och milis
- parkförvaltning
- pension (för offentliganställda)
- transport
- universitet
- utbildning
- veteranärenden

### Den lagstiftande makten
Lagstiftarna i 49 av de 50 delstaterna är uppdelade i två kammare: en lägre kammare ('House of Representatives', 'State Assembly', 'General Assembly' eller 'House of Delegates') och en mindre övre kammare, som alltid kallas Senaten. Undantaget är Nebraskas lagstiftande församling som enbart har en kammare. Sammanlagt fanns det under 2013 års mandatperiod 7383 lagstiftare i de 50 delstatsförsamlingarna. Därför finns det såväl federala senatorer som delstatliga senatorer.

### Den dömande makten

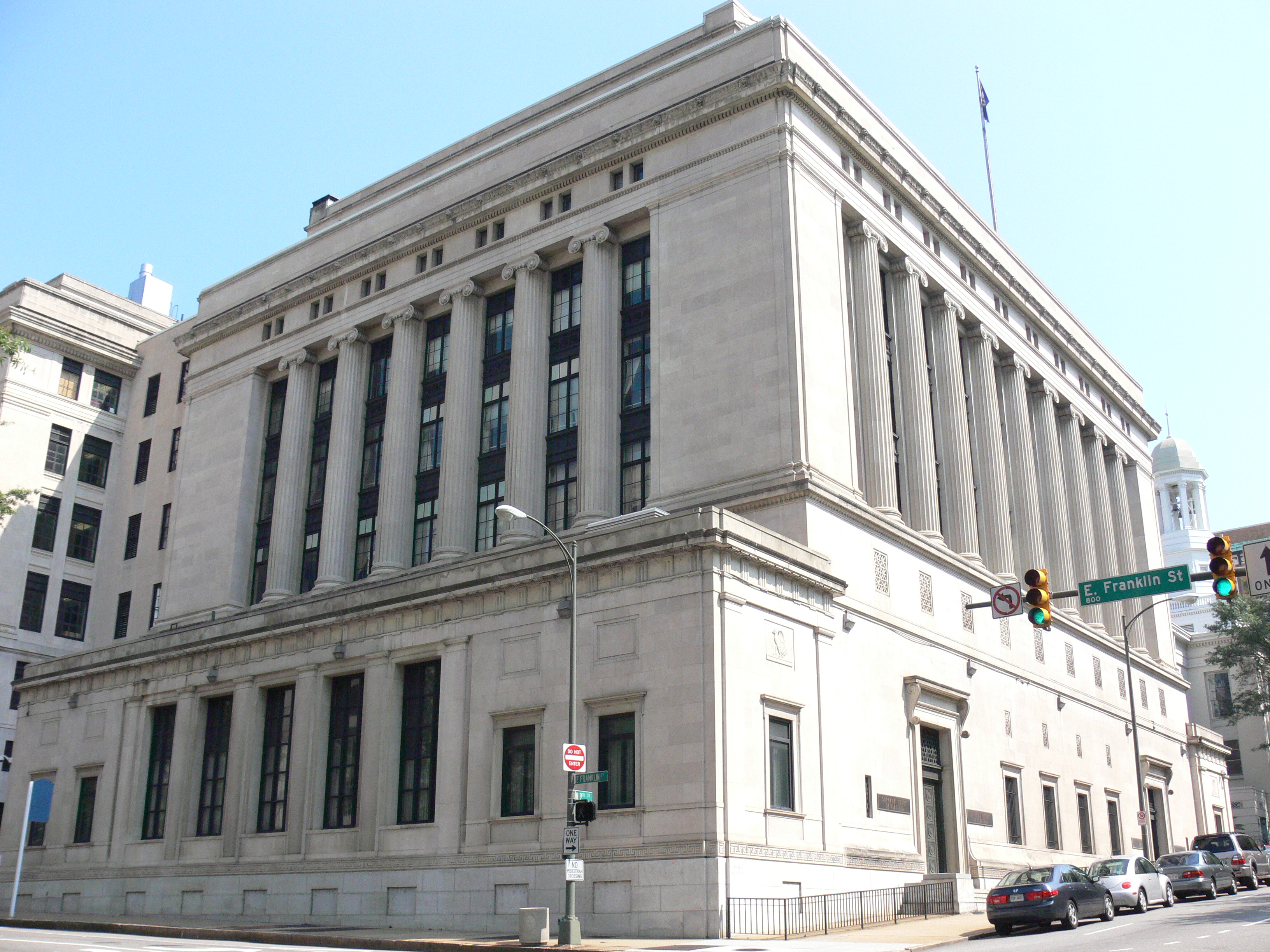
Byggnaden i Richmond där Supreme Court of Virginia har sitt säte.

Delstaterna får också fritt råda över hur den dömande makten är organiserad, så länge de skyddar medborgarnas rättigheter och har ett republikanskt statsskick enligt USA:s konstitution. Varje delstat har en egen konstitution (engelska: state constitution).
De flesta delstater i USA har ett domstolssystem med tre nivåer: en distriktsrätt, en appellationsrätt och en högsta domstol. De flesta bygger sitt rättssystem på engelsk rätt (common law), med vissa variationer; dock inte Louisiana som delvis baserar sitt system på fransk rätt. 
I de mål som behandlar konstitutionella frågor går det att överklaga till USA:s högsta domstol, men domstolen är mycket selektiv med vilka mål som den väljer att behandla.

### Val

Kongressdistrikt för USA:s 113:e Kongress.

Inför val till Representanthuset delas USA:s invånare in i 435 kongressdistrikt, ett för varje representant. Andelen distrikt inom varje delstat och gränserna för distrikten bestäms efter varje folkräkning, så att det alltid blir 435 kongressdistrikt, även om vissa delstater har ändrat gränserna mer än en gång per folkräkning. Det finns också ett antal områden som inte får rösta, se Territorier nedan.

### Delstaternas relation till den federala statsmakten
USA:s konstitution har fått ett antal tillägg och tolkningen och tillämpningen av dess bestämmelser har förändrats sedan den instiftades. Den övergripande tendensen har varit mot centralisering och att delstaterna ska lyda under den federala konstitutionen, så att den federala statsmakten får större inflytande. USA:s högsta domstol har tolkat Handelsparagrafen i konstitutionen så att ökad federal makt är viktigare för handeln än delstaternas fulla självbestämmande. Exempelvis kan Kongressen lagstifta om tågtrafik som passerar delstatsgränser, men även inom enskilda delstater, eftersom trafik inom delstater kan påverka handel mellan delstater.
Det finns en pågående diskussion om delstaternas rättigheter, som handlar om hur autonoma delstaterna är, vilken makt de har i relation till den federala statsmakten och vilka rättigheter individer har. Olikheter i tolkningar av delstaternas rättigheter, exempelvis vad gäller slaveri, var en av de utlösande faktorerna bakom Amerikanska inbördeskriget.
En källa till Kongressens makt är dess rätt att införa skatter och fördela pengarna tillbaka till delstaterna, där dessa pengar kan vara öronmärkta för projekt som Kongressen beslutat om, något som inte varit populärt i de delstater som velat styra sig själva.
Den federala statsmakten garanterar delstaterna militärt och civilt försvar.

### Guvernörer, senatorer och presidenter

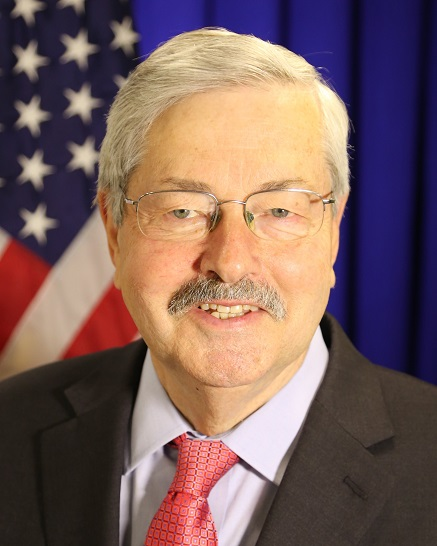
Den republikanske guvernören Terry Branstad från Iowa är den guvernör som suttit längst, totalt drygt 22 år (1983–1999 och 2011–2017).

I alla stater kallas den högste tjänsten inom den verkställande makten guvernör. Guvernören är både det ceremoniella statsöverhuvudet och den administrativa regeringschefen. Hittills har över 2 300 personer varit guvernörer, varav 17 har blivit USA:s president.
Varje delstat väljer två senatorer samt representanter till USA:s representanthus. Antalet representanter en delstat skickar till Washington, D.C., beror på dess folkmängd, dock minst en. Såväl senatorer som representanter väljs den första tisdagen efter den första måndagen i november under jämna år. Medan senatorerna sitter i sex år, sitter representanterna i två år. Hittills har 16 senatorer senare blivit valda till USA:s president. 18 presidenter tjänstgjorde tidigare i representanthuset.
7 presidenter kom från delstaten Ohio, 6 från New York (7 om Grover Cleveland räknas två gånger, 5 från Virginia (5 av de första 10, men inga sedan dess), 4 från Massachusetts, 3 var från Tennessee, Kalifornien och Texas, och 2 från Illinois. Presidenter har kommit från 10 andra delstater, sammanlagt 18 olika delstater.
Fram till 1965 valdes delstatssenatorerna vanligtvis från distrikt som inte nödvändigtvis var lika stora i antal röstande. I vissa fall baserades valdistrikten på countygränser, vilket betydde proportionerligt större representation till de mer glesbefolkade områdena på landsbygd. Genom fallet Reynolds v. Sims bestämde USA:s högsta domstol att valdistrikten för delstatssenatorer måste vara baserade på principen "en person, en röst".

### Delstaternas inbördes relationer
Relationen mellan delstater beskrivs i Artikel 4 av USA:s konstitution. Där avkrävs delstaterna att respektera varandras lagar och domstolar, vilket vanligtvis betyder att juridiska avtal och domar från en delstat även gäller i de andra delstaterna. Vissa juridiska företeelser, såsom yrkeslicenser och giftermål (till exempel samkönade äktenskap), kan dock vara specifika för enskilda delstater och har inte förrän 2000-talet gällt över delstatsgränser. Ändå har dylika juridiska företeelser ändå godkänts över delstatsgränser enligt hövlighetspraxis. Delstater är dessutom förhindrade från att diskriminera de mänskliga rättigheterna hos invånare från andra delstater. Delstater måste utlämna personer i delstaten som har flytt från åtal av grövre brott, om den åtalande delstaten begär det. Vid polisjakter över delstatsgränser brukar organisationerna och delstaterna samarbeta.
Med samtycke från Kongressen kan delstater inleda samarbeten över gränserna, till exempel för att hantera en gemensam resurs, såsom infrastruktur eller vattenrättigheter.

### Inval till unionen
Enligt USA:s konstitution är det USA:s kongress som kan välja in nya delstater. Delstater kan dock inte skapas ur en existerande delstats område eller genom att slå ihop två eller flera delstater till en utan att även involvera alla lagstiftare i de berörda delstaterna. I praktiken har de flesta av delstaterna som tillkom efter de första tretton kolonierna varit territorier (det vill säga, land under federal suveränitet men inte en del av någon delstat) innan de blivit delstater.
Generellt sett går processen för att bli invald till så här: den organiserade regeringen för ett territorium tar reda på dess invånares åsikt när det gäller frågan om att bli delstat, ofta genom en folkomröstning. Kongressen ger sedan den regeringen i uppdrag att organisera ett konstituerande möte för att skriva en konstitution. När Kongressen har godkänt den konstitutionen, har Kongressen också alltid godkänt territoriet som en delstat. Denna process etablerades 1787, redan innan USA:s konstitution hade ratificerats. Kongressen har dock det slutliga beslutet i sina händer och behöver inte följa denna process. Ett par delstater som aldrig har varit territorier har blivit godkända:
- Vermont var en icke erkänd men de facto självständig republik tills den godkändes 1791[9]
- Kentucky var en del av Virginia tills den godkändes 1792[9]
- Maine var en del av Massachusetts tills den godkändes 1820[9]
- Texas var en erkänd självständig republik tills den godkändes 1845[9]
- Kalifornien blev en delstat (som en del av kompromissen 1850) baserat på det oorganiserade territoriet som utträdde från Mexiko 1850, utan att någonsin ha varit ett separat territorium[9]
- West Virginia som av unionistpartiet bröts ut ur delstaten Virginia 1863 under Amerikanska inbördeskriget för att återansluta sig till nordsidan/unionen efter att Virginia anslutit sig till sydsidan  Amerikas konfedererade stater 1861. Därför hade West Virginia två styren under inbördeskriget: ett unionistiskt och ett konfederationslojalt (Virginias).

Kongressen måste heller inte välja in delstater ens när dess invånare önskar bli en delstat. Exempelvis önskade Republiken Texas att gå med i USA 1837, men Kongressen fruktade att det skulle kunna bli en konflikt med Mexiko. Detta fördröjde Texas inträde med nio år.
När delstaterna väl etablerats, tenderar gränserna att förbli stabila. Undantag finns, som exempelvis när Maryland och Virginia avträdde land för att skapa District of Columbia 1791. Bättre kartor och definitioner har i viss mån också lett till smärre gränsförflyttningar.
Det senaste inträdet skedde 1959, då Alaska (den 3 januari) och Hawaii (21 augusti) valdes in.

### Utträde ur unionen
USA:s konstitution säger inget om huruvida delstater kan lämna unionen, men USA:s högsta domstol har beslutat att unilateralt utträde är icke-konstitutionellt, delvis på grund av det amerikanska inbördeskriget.

## Historia

De tretton kolonierna, samt den brittiska provinsen Quebec och indianreservaten, såsom de såg ut 1775.

De ursprungliga tretton kolonierna bröt sig fria från Storbritanniens styre 1776. USA hade då en areal på cirka 2 310 629 km².
Sedan dess har delstaterna gradvis ökat i antal, framför allt under 1800-talet. I och med Louisianaköpet (som omfattade 8 av dagens stater, samt delar av ytterligare 7) 1803 utökades arealen med 2 147 000 km². 1818 utökades ytan genom den Anglo-Amerikanska fördraget, då delar av North Dakota, South Dakota och Minnesota köptes av Storbritannien och då cirka 119 795 km² lades till de tidigare. Genom Floridaköpet 1819 förvärvades cirka 137 375 km², vilket motsvarar den östra delen av Louisiana, västra och östra Florida, samt en liten del av Colorado. Webster–Ashburtonfördraget (1842) omfattade cirka 18 130 km² av den norra delen av Maine och den norra delen av Minnesota. Efter att Texas i mars 1836 frigjort sig från Mexiko och blivit Republiken Texas, annekterades staten och dess cirka 1 007 935 km² (vilket också omfattade delar av Oklahoma, New Mexico, Kansas, Colorado och Wyoming). Oregonfördraget innebar att cirka 700 000 km² som omfattade dagens Washington, Oregon, Idaho, och delar av Montana och Wyoming) införlivades med USA. Efter Mexikanska kriget 1846-1848 innebar fredsavtalet att USA fick cirka 1 400 000 km² av Kalifornien, delar av Arizona, delar av New Mexico, Nevada, Utah, delar av Colorado och delar av Wyoming. Gadsdenfördraget 1853 omfattade cirka 77 000 km² av södra delarna av dagens Arizona och New Mexico. Alaskaköpet ingicks 1867 och motsvarade cirka 1 481 347 km². När Kungariket Hawaii störtades annekterades 1898 Hawaiis 16 649 km². Köpet av Amerikanska Jungfruöarna ingicks 1917. Arealen omfattade cirka 346 km². Detta är det sista markköpet som USA genomfört.

### Territorier
Åren 1856 till 1922 annekterade USA en rad mindre öar i Stilla havet och Karibiska havet: Puerto Rico, Filippinerna, Kuba och Guam. Vidare annekterades Amerikanska Samoa 1899. Dessa är dock inte del av nationen USA. Dess invånare räknas i regel som amerikanska medborgare men får inte rösta i val till president.
Det har skett en längre diskussion om vilken som skulle kunna bli USA:s 51:a delstat. De mest troliga kandidaterna är District of Columbia och Puerto Rico.

### Icke erkända områden
Historiskt har det funnits flera områden som har sökt delstats-status, men av olika skäl nekats detta. 
- Delstaten Franklin existerade i fyra år, strax efter slutet av den amerikanska revolutionen, men erkändes aldrig av unionen, som så småningom erkände North Carolinas anspråk på området. En majoritet av delstaterna var beredda att erkänna Franklin, men antalet ja-röster nådde inte upp till den två-tredjedels majoritet som krävs för att ett territorium ska kunna bli en delstat enligt Konfederationsartiklarna. Området som utgjorde Franklin blev senare en del av delstaten Tennessee.
- Den föreslagna delstaten Superior omfattade den norra halvön i Michigan. Förslaget stöddes av flera framstående lagstiftare under 1970-talet, utan framgång. Om den hade blivit en delstat, hade den haft den minsta folkmängden, motsvarande enbart 60% av Wyomings befolkning.
- Mormonerna föreslog 1849 delstaten Deseret i Salt Lake City. Den föreslagna delstaten existerade endast under två år. Dess territorium inkluderar det mesta av vad som idag är Utah och Nevada.
- Under tidigt 1900-tal möttes Cherokeser, Choctawer, Creeker, Chickasawer och Seminoler. Ur mötet föddes idén om delstaten Sequoyah. Förslaget föll i Kongressen. Istället inkorporerades området i den nya delstaten Oklahoma 1907.
- Missnöje med regeringen under den stora depressionen ledde till planer på en ny delstat vid namn Absaroka. Rörelsen för att bli accepterad som delstat inleddes 1939. Delstaten skulle omfatta stora delar av Wyoming, Montana och South Dakota, inklusive Yellowstone nationalpark. Trots en inledande popularitet, sjönk intresset snart för rörelsen att bli en delstat.[13]
- Vid tre tillfällen (1859, 1915 och 1941) kom förslag på en delstat vid namn Jefferson.
- Delstaten Lincoln har också föreslagits ett flertal gånger, med början 1864.

## Geografi
48 av USA:s delstater bildar en sammanhängande enhet. De övriga två, Hawaii och Alaska, ligger fristående: Hawaii är en ö, medan Alaska ligger väster om Kanada.
Det finns flera gränser som baseras på floders lopp. Gränserna skapades av kongressen när den skapade nya territorier, delade dem och förvandlade dem till stater när de fick större befolkning. I de västra delarna förekommer en del raka gränser, baserat på longitud och latitud, på grund av de små folkmängderna väst om floden Mississippi.

### Huvudstäder

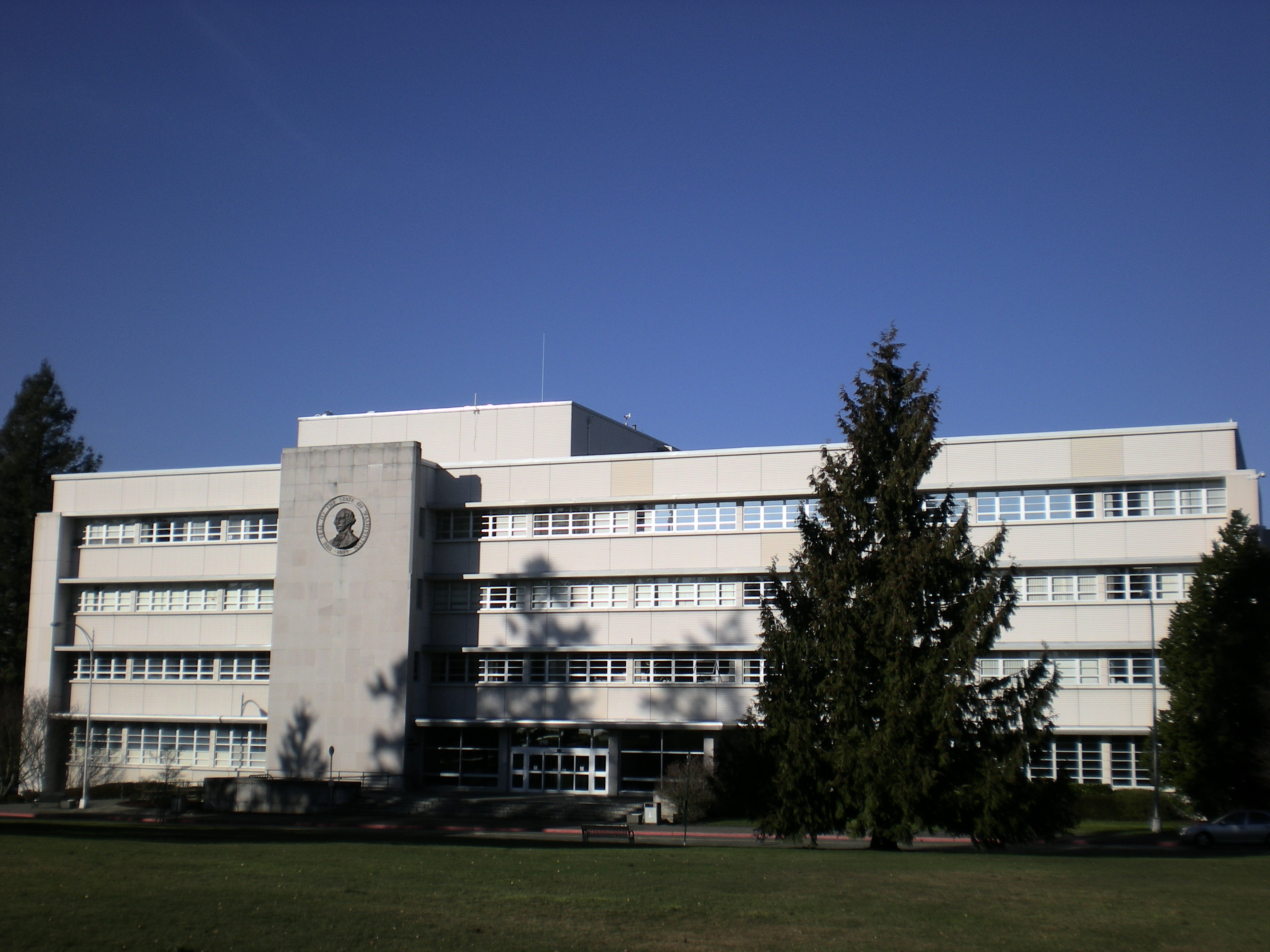
Administrationsbyggnad i Olympia, Washington, som är den delstatshuvudstad med lägst rankade folkmängd.

Varje delstat har en egen huvudstad. I 33 av de 50 delstaterna är huvudstaden inte den mest folkrika staden. Delstaten Washingtons huvudstad, Olympia, är den lägst rankade av delstatshuvudstäderna, med 21 andra städer som är mer folkrika inom delstaten. (Den största staden där är Seattle.) Montpelier i Vermont är med 7 855 invånare (2010) den minsta huvudstaden.
Trenton i New Jersey och Carson City i Nevada gränsar till andra delstater, medan Juneau i Alaska gränsar till den kanadensiska provinsen British Columbia. De flesta delstater har bytt huvudstad, åtminstone en gång. Exempelvis fick de flesta av de tretton kolonierna sina huvudstäder ockuperade eller attackerade av britterna under den amerikanska revolutionen, vilket gjorde att delstaternas regeringar flyttade dit det var säkert. I många fall har tidigare huvudstäder hamnat utanför delstatens nuvarande gränser, såsom i fallen med Saint Louis (som var huvudstad i Iowa 1805–1834, men som numera ligger i Missouri) och Detroit (som var huvudstad i Minnesota 1818–1836, men numera ligger i Michigan).
22 delstatshuvudstäder har varit huvudstäder längre än delstaterna existerat, eftersom de fungerade som huvudstad för det territorium, den koloni eller den republik som föregick delstaten. Boston i Massachusetts har varit huvudstad kontinuerligt sedan 1630, vilket gör staden till den äldsta huvudstaden i USA som fortfarande är huvudstad. Santa Fe i New Mexico är dock den huvudstad som varit huvudstad under längst sammanlagd tid: först mellan 1610 och 1680, och efter ett avbrott på 12 år (under Pueblo-upproret 1680–1692) har det därefter varit huvudstad.

### Regioner
Delstaterna grupperas ibland på olika sätt eftersom de flesta staterna inte definieras av tydliga geografiska eller kulturella gränser. USA:s statistiska myndighet, US Census Bureau, delar in landet i fyra områden: 
- Nordöstra USA:
  - New England-staterna: Connecticut, Maine, Massachusetts, New Hampshire, Rhode Island och Vermont (6 stater)
  - Mid-Atlantic-staterna: New Jersey, New York och Pennsylvania (3 stater)
- Mellanvästra USA: 
  - Östra nordcentrala staterna: Illinois, Indiana, Michigan, Ohio och Wisconsin (5 stater)
  - Västra nordcentrala staterna: Iowa, Kansas, Minnesota, Missouri, Nebraska, North Dakota, South Dakota (7 stater)
- Sydstaterna (regionens sydöstligaste delar brukar ibland kallas Djupa Södern): 
  - Södra atlantstaterna: Delaware, Florida, Georgia, Maryland, North Carolina, South Carolina, Virginia, Washington D.C. och West Virginia (9 stater)
  - Östra sydcentrala staterna: Alabama, Kentucky, Mississippi och Tennessee (4 stater)
  - Västra sydcentrala staterna: Arkansas, Louisiana, Oklahoma och Texas (4 stater)
- Västra USA: 
  - bergsstaterna: Arizona, Colorado, Idaho, Montana, Nevada, New Mexico, Utah och Wyoming (8 stater)
  - Stillahavsområdet: Alaska, Hawaii, Kalifornien, Oregon och Washington) (5 stater)

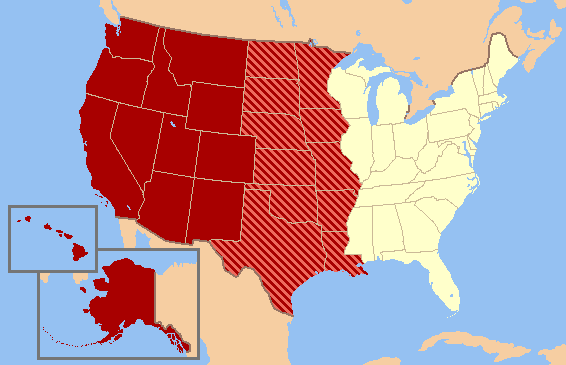
Västra USA. Delstaterna i ljusröd färg räknas ibland som "väst", fastän de ofta brukar räknas in i andra regioner, som Mellanvästern och södern.
Mellanvästra USA.
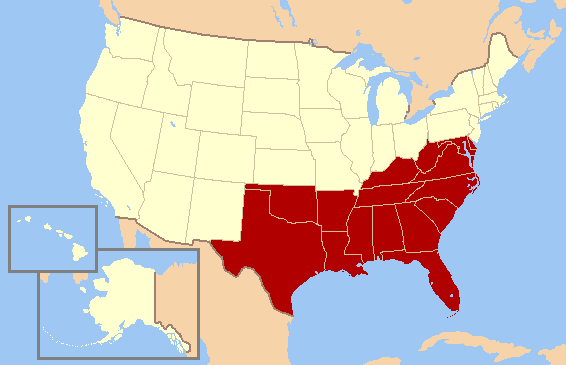
Sydstaterna.
Nordöstra USA.

### Tidszoner

Tidszoner i USA.

Med sin yta på 9 826 675 km² och 4 800 km från kust till kust har USA nio olika tidszoner. Dessa är:
1. Atlantic Time Zone (AST) – UTC-4/UTC-3[e]
2. Eastern Time Zone (ET) – UTC-5/UTC-4
3. Central Time Zone (CT) – UTC-6/UTC-5
4. Mountain Time Zone (MST) – UTC−7/UTC-6
5. Pacific Time Zone (PT) – UTC-8/UTC-7
6. Alaska Time Zone (AKST) – UTC-9/UTC-8
7. Hawaii–Aleutian Time Zone (HAST) – UTC-10/UTC-9
8. Samoa Time Zone – UTC−11
9. Chamorro Time Zone – UTC+10

Flera av delstaterna har undantag när det gäller tidszoner. Exempelvis använder Hawaii inte sommartid. Datumen då sommartid infaller och avslutas varierar med drygt en månad mellan olika delstater.
Tidszonerna får betydelse bland annat vid TV-sändningar, då samma TV-program sänds i en "öst-sändning" och tre timmar senare en "väst-sändning".

### Zip-koder

ZIP-kodszoner i USA.

1963 införde det federala postverket ZIP-koder som ett sätt att snabba på förmedlandet av brev. ZIP-koderna, en akronym för "Zone Improvement Plan", innehåller fem siffror, som syftar på en postsorteringscentral. 1983 infördes en variant med fem siffror, talstreck och fyra siffror som anger mer exakt destination inom området.
ZIP-kodernas första siffra representerar en särskild grupp av delstater, den andra och tredje syftar på en region inuti den gruppen eller en större stad, och de fjärde och femte siffrorna pekar på en leveransadress inuti den regionen. De flesta ZIP-koder håller sig inom en delstat, men i vissa fall kan en ZIP-kod korsa delstatsgränser då det ger snabbare leveranser. Den första siffran börjar räkna uppåt från New England-regionen (söderut) och därefter gradvis västerut, enligt följande:
- 0 = Connecticut (CT), Massachusetts (MA), Maine (ME), New Hampshire (NH), New Jersey (NJ), New York (NY, Fishers Island enbart), Puerto Rico (PR), Rhode Island (RI), Vermont (VT), Virgin Islands (VI), Army Post Office Europe (AE), Fleet Post Office Europe (AE)
- 1 = Delaware (DE), New York (NY), Pennsylvania (PA)
- 2 = District of Columbia (DC), Maryland (MD), North Carolina (NC), South Carolina (SC), Virginia (VA), West Virginia (WV)
- 3 = Alabama (AL), Florida (FL), Georgia (GA), Mississippi (MS), Tennessee (TN), Army Post Office Americas (AA), Fleet Post Office Americas (AA)
- 4 = Indiana (IN), Kentucky (KY), Michigan (MI), Ohio (OH)
- 5 = Iowa (IA), Minnesota (MN), Montana (MT), North Dakota (ND), South Dakota (SD), Wisconsin (WI)
- 6 = Illinois (IL), Kansas (KS), Missouri (MO), Nebraska (NE)
- 7 = Arkansas (AR), Louisiana (LA), Oklahoma (OK), Texas (TX)
- 8 = Arizona (AZ), Colorado (CO), Idaho (ID), New Mexico (NM), Nevada (NV), Utah (UT), Wyoming (WY)
- 9 = Alaska (AK), Amerikanska Samoa (AS), Kalifornien (CA), Guam (GU), Hawaii (HI), Marshallöarna (MH), Mikronesiska federationen (FM), Nordmarianerna (MP), Oregon (OR), Palau (PW), Washington (WA), Army Post Office Pacific (AP), Fleet Post Office Pacific (AP)

## Demografi

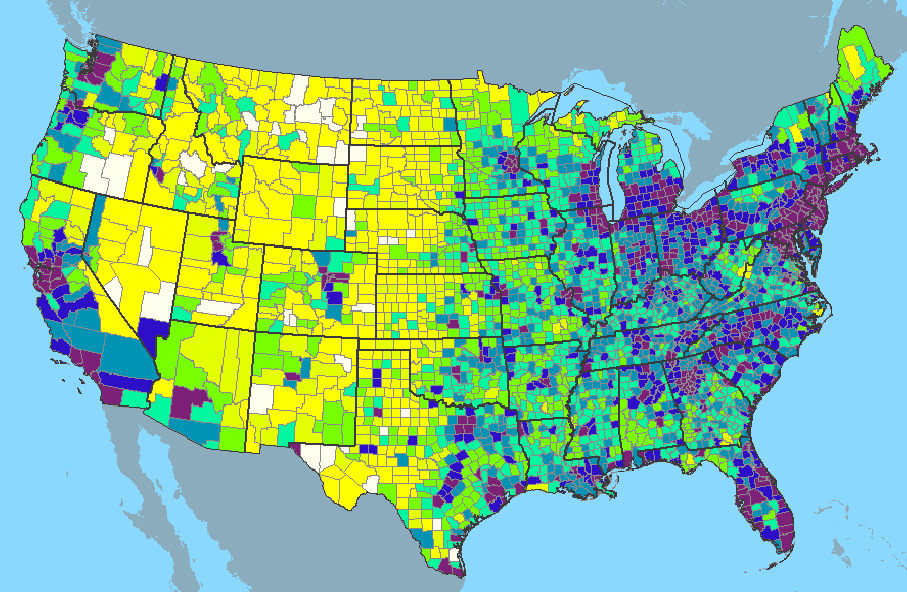
USA:s befolkningsdensitet, ju mörkare desto högre densitet.

Det råder stora skillnader i befolkningstäthet mellan USA:s delstater. De folkrikaste delstaterna är Kalifornien (ca 38 miljoner invånare) och Texas (ca 27 miljoner invånare), vilket hade gjort dem till de 34:e respektive 47:e mest folkrika länderna i världen. De minst folkrika delstaterna är Wyoming (ca 584 000 invånare) och Vermont (ca 626 000 invånare). Tillsammans utgör de nio mest folkrika delstaterna något mer än hälften av den totala befolkningen. De 25 minst befolkade delstaterna består av mindre än en sjättedel av den totala befolkningen. Generellt är kuststaterna mer folkrika än de som ligger i centrala USA. Kalifornien har större befolkning än de 21 minst befolkade delstaterna tillsammans. Puerto Rico, som inte är en delstat, utan ett amerikanskt territorium, skulle ha varit den 29:e största delstaten. Washington, D.C. skulle med sina 659 000 invånare på samma sätt ha varit större än Wyoming.

Befolkningsökning mellan 1970 och 2020.
Delstater med befolkningsminskning
Delstater med befolkningstillväxt på 0–24,99%
Delstater med befolkningstillväxt på 25–49,99%
Delstater med befolkningstillväxt på 50-99,99%
Delstater med befolkningstillväxt på 100–149,99%
Delstater med befolkningstillväxt på 150–199,99%
Delstater med befolkningstillväxt på 200% eller mer

Nästan alla delstater har en kraftig eller någorlunda stor befolkningsökning. 2010 hade Rhode Island den lägsta fertiliteten, med 1 630,5 barn per 1 000 kvinnor, medan Utah hade den högsta fertiliteten 2 449 barn per 1 000 kvinnor. Detta överensstämmer med åldern på respektive delstats population: Rhode Island har den nionde äldsta medianåldern, 39,2 år, medan Utah har den yngsta, 29,0.
Baserat på de undersökningar som US Census Bureau gör vart tionde år får varje delstat en proportionerlig andel av de 435 platserna i USA:s representanthus (dock minst en). Andelen beräknas på de 50 delstaterna och räknar inte med Washington, D.C., Puerto Rico eller de andra territorierna. Elektorskollegiet i amerikanska presidentval, som väljer såväl president och vicepresident, baseras också på delstaternas respektive totala antal medlemmar i båda kamrarna i Kongressen. Washington, D.C. har i Elektorskollegiet lika många röster som det skulle ha haft om det hade varit en delstat, det vill säga tre. De 11 mest folkrika delstaterna, som representerar 56% av befolkningen, har majoriteten av rösterna i Elektorskollegiet, vilket räcker för att välja president.
US Census Bureau presenterar löpande hur genomsnittet av USA:s befolkning har flyttats genom åren. Genomsnittet har flyttat nästan 100 mil sydväst under 1800-talet och därefter fortsatt något långsammare sydväst. 2010 låg genomsnittscentret i Texas County, Missouri (37°51,7534′N 92°17,3096′V / 37.000°N 92.000°V).

### Härkomst

Karta över rapporterade härkomster, enligt folkräkningen 2000. Färger representerar majoriteten inom undersökt county.

En majoritet av USA:s 300 miljoner invånare är ättlingar till immigranter från Europa, varav det stora flertalet härstammar från Tyskland, England, Skottland, Irland och Italien. Många immigranter kom även från de nordiska och slaviska länderna. Invånarna med franskt och spanskt ursprung immigrerade oftast från Franska Kanada respektive Mexiko och Syd- och Centralamerika. Av historiska skäl har grupper med olika härkomst ofta samlats i samma delstat eller region. Exempelvis flyttade många svenskättlingar till Minnesota.
Några av de historiska trender som har influerat den etniska demografin i delstaterna är:
- Mönster hos de första immigranterna
  - flera olika grupper av Amerikas ursprungsbefolkningar tar landet i besittning, inklusive inuiter och indianer
  - öarna i Stilla havet befolkades av polynesier, inklusive Hawaiis ursprungsbefolkning, samoaner, chamorrofolket i Guam och invånarna på de nordmarianska öarna
  - befolkning av Puerto Rico av taínofolket
  - befolkning av Amerikanska Jungfruöarna av ciboney-, karib- och arawakfolken
- Kolonisering
  - Kolonisering av vad som nu är östra Kanada och området mellan Appalacherna och Mississippifloden som Nya Frankrike. Historiska händelser, inklusive fördrivningen av akadier, influerade den etniska blandningen, särskilt i Louisiana, norra New England och delstaten New York
  - Kolonisering av de tretton kolonierna av nederländare, britter, och senare immigranter från norra Europa, såsom tyskar
  - Spanska koloniseringen av Amerika, inklusive Florida, sydvästra USA, och Puerto Rico, som senare övertogs av USA
  - Nederländerna och andra historiska kolonialmakter påverkade den etniska blandningen av det som nu är Amerikanska jungfruöarna
- Den transatlantiska slavhandeln som flyttade miljoner med afrikaner till södra USA, Karibien och Latinamerika
- Avsevärd minskning av Amerikas urinvånare i de 48 sammanhållna delstaterna, mestadels på grund av nya infektionssjukdomar som överfördes från de europeiska kolonisatörerna och av krig
- Tvångsförflyttning
  - Deportering och flykt av de amerikanska lojalisterna till Kanada, Karibien och Storbritannien efter amerikanska frihetskriget
  - Tvångsförflyttning av mer än en miljon afroamerikaner i den inhemska slavhandeln från norra södern till den djupa södern under tidigt 1800-tal, allt eftersom amerikanerna utvecklade nytt land för plantager
  - Territoriekonflikter med nordamerikanska indianer och tvångsförflyttning från öst om Mississippifloden till territorierna i väst, särskilt de delar som numera är Oklahoma
- Immigration
  - Immigration till USA från alla världens länder och genom hela dess historia. Sedan sent 1800-tal har lagar om immigration och naturalisering samt olaglig immigration påverkat den etniska balansen. Olika grupper har nekats inträde på grund av diskriminering, ekonomisk protektionism och politisk konflikt med olika länder. Andra grupper har fått stöd, såsom flyktingar och medborgare från allierade länder
  - Stora grupper flyttade från Europa, särskilt under 1800-talet, skapade etniska enklaver i städer i öst och bosättningar i lantområdena öster om Mississippifloden.
  - Immigration från Asien har haft mest påverkan på Hawaii och västkusten, men har även skapat huvudsakligen asiatiska områden i de flesta större städer i USA
  - Immigration från Mexiko och andra existerande latinamerikanska befolkningar har starkt påverkat sydvästra USA
- USA:s territoriella expansion västerut
  - Indianproklamationen 1763 satte den västra gränsen för de europeiska bosättningarna och jordbrukskolonisation (proklamationslinjen) till öst om Appalacherna. Trots det öppnades området senare för vita bosättare genom offentligt köp av indianernas land
  - Efter Louisianaköpet tillkom homesteadlagarna som uppmuntrade bosättningar väster om Mississippifloden
  - Mormonernas bosättning i Utah
  - Guldrushen i Kalifornien
  - Oregonspåret
  - Guldrushen i Klondike som innebar större bosättning av Alaska
- Migration inom USA
  - Afroamerikaner flydde från slaveriet, ibland via den Underjordiska järnvägen, och nådde den fria nordsidan innan Amerikanska inbördeskriget
  - Under 1900-talet för att söka arbete och undvika rasrelaterat våld lämnade afroamerikaner södern i två vågor och flyttade till städer i nord, mellanvästern och väst där de fick tävla med nya immigranter från Europa
  - Särskilt efter infrastrukturen har förbättrats har det blivit relativt enkelt för många amerikaner att flytta från en del av USA till en annan, med tanke på att det saknats gränser inom landet och att engelska språket dominerat över de största delarna av landet. Ekonomi, klimat och kultur är vanliga orsaker
  - Den industriella revolutionen i USA uppmuntrade urbanisering av vad som tidigare varit ett mestadels agrart samhälle
  - Förorter med pendlingsmöjligheter har skapat avsevärda etniska förändringar i städernas uppbyggnad, inklusive vitas utflyttning från stadscentra till förorter och svartas inflyttning till stadskärnorna
  - Ekonomiska problem och naturkatastrofer har orsakat migration, till exempel under Dust Bowl-krisen, andra världskriget och sedan nedgången av Rostbältet
  - Majoriteten av den hawaiianska ursprungsbefolkningen som har flyttat till USA:s fastland har bosatt sig i Kalifornien
  - Luftkonditionering har underlättat befolkningstillväxten från norra delarna av USA till solbältet.

### Språk
Även om USA som nation inte har något officiellt språk (amerikansk engelska är de facto-språk) har 30 delstater lagstiftat om engelska som officiellt språk. Hawaii, som är en av de delstaterna, har också hawaiiska som officiellt språk. Dessutom har Louisiana och New Mexico två de facto-språk: Louisiana har engelska och franska (sedan 1974), medan New Mexico har engelska och New Mexican Spanish. Fler delstater presenterar dock information på andra språk. Cirka 80% av USA:s invånare (ca 229 miljoner) har engelska som modersmål, 12,4% (ca 35 miljoner) har spanska som modersmål, och därefter följer kinesiska, tagalog och franska.
Skriven amerikansk engelska är standardiserad, men det finns vissa igenkännbara variationer på talad amerikansk engelska, såväl när det gäller uttal som ordförråd. En varietet som ofta anses vara relativt fri från märkbar regional påverkan kallas General American.
De stora dialektregionerna (se kartan nedan) omfattar varianter av amerikansk engelska som kan identifieras av geografiskt område och inkluderar inte talare av etniska, sociala eller andra icke-regionala varianter, såsom engelska med kinesisk brytning.
1. (Kanada)
2. Väst

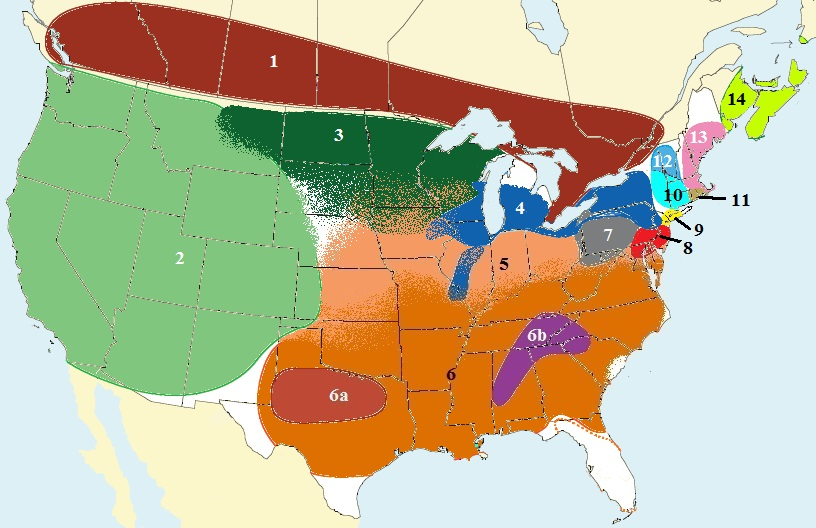
Denna karta visar de stora engelska dialektregionerna i USA och är baserad på Labov et al:s Atlas of North American English, samt på Telsur-projektets regionala kartor. Omärkta regioner (i vitt) representerar områden där variationerna mellan talare är stora, eller där språket inte är tillräckligt utforskat. Vissa omärkta regioner faller under rubriken "General American".

3. Nordlig central (Övre mellanvästern)
4. Nordlig inland (Stora sjöarna)
5. Midland
6. Syd 
a. Texas 
b. Sydlig inland
7. Västlig Pennsylvania (Pittsburgh)
8. Mellanatlantisk (Delaware Valley)
9. New York City
10. Sydvästra New England (Rhode Island)
11. Sydöstra New England
12. Västra New England
13. Nordöstra New England (Boston)
14. (Kanadensisk maritim engelska)

### Röda och blåa stater

Sammanfattning av de fyra senaste presidentvalen (2008, 2012, 2016 och 2020).
Delstater som vanns av en republikan i alla fyra val
Delstater som vanns av en republikan i tre i av fyra val
Delstater som vanns av vardera parti två gånger under de fyra valen
Delstater som vanns av en demokrat i tre i av fyra val
Delstater som vanns av en demokrat i alla fyra val

Inför politiska val används en indelning baserad på vilka stater som brukar rösta blått (demokratiska partiet) respektive rött (republikanska partiet). Terminologin började användas under presidentvalet 2000. (Tidigare hade andra färger använts för att skildra väljarnas sympatier.) Sedan dess har frasen expanderats till att skilja mellan delstater som betraktas som liberala (såsom västkuststaterna) och de som betraktas som konservativa (såsom de flesta delstaterna i centrala USA).
Det finns ett antal "osäkra" delstater, där presidentkandidaterna brukar lägga extra mycket energi på att vinna valen. Dessa kallas ibland 'purpur-delstater'. På county-nivå är det dock inte många delstater som är helt "röda" eller "blåa".
Några av de faktorer som avgör om en delstat eller ett county röstar rött eller blått är:
- bland stadsbor röstar en majoritet på demokraterna medan lantbor och förortsbor röstar på republikanerna
- inom rikare socioekonomiska grupper röstar en majoritet på republikanerna, medan hushåll med lägre inkomster röstar på demokraterna
- hos dem som har högre utbildningsnivå röstar en majoritet på demokraterna
- gifta par, men särskilt gifta män, röstar i högre grad på republikanerna, medan ogifta röstar på demokraterna
- personer under 40 års ålder röstar i högre grad på demokraterna, medan äldre röstar på republikanerna
- kvinnor tenderar i högre grad att rösta på demokraterna
- katoliker och protestanter röstar i högre grad på republikanerna, medan ateister, agnostiker och andra religiösa grupper röstar på demokraterna
- personer med afroamerikanskt, latinamerikanskt eller asiatiskt ursprung röstar i mycket högre grad på demokraterna

Resultaten i de delstater som har demokratiskt respektive republikanskt styre är blandat. Såväl Texas (som brukar ha republikanskt styre) och Kalifornien (som brukar ha demokratiskt styre) ligger över USA:s genomsnitt vad gäller bruttonationalprodukt per capita. Dock har fler delstater med republikanskt styre generellt större problem med upprepade tonårsgraviditeter (delvis på grund av program som begränsar sexundervisning och förespråkar avhållsamhet som enda preventivmedel), de har oftast högre nivåer på dödsstraff, och de förnekar i högre grad global uppvärmning.

### Livslängd

Förväntad livslängd i USA:s delstater från rapporten "Measure of America" (2008-2009). Data gäller förväntad livslängd vid födsel.
<74,75
74,75-75,5
75,5-76,25
76,25-77
77-77,75
77,75-78,5
78,5-79,25
79,25-80
>80

Nordamerikaners genomsnittliga livslängd påverkas bland annat av vilken delstat man bor i. Hawaii är den delstat med högst genomsnittlig livslängd, 81,3 år. Den delstat med lägst livslängd är Mississippi, 75 år. Livslängden påverkas också av vilken ras personen tillhör: i Hawaii blir Asien-amerikaner i genomsnitt 82 år, medan vita blir 80,4. I Mississippi blir afroamerikaner 72,4 år medan vita blir 76,1 år. Afroamerikaner blir äldst i Minnesota, 79,7 år, men endast 71,6 år i Washington, D.C. Asien-amerikaner blir äldst i New Jersey, 89,4 år, men enbart 82,0 år på Hawaii. Latino-amerikaner blir äldst i Virginia, 88,3 år, men enbart 76,8 på Hawaii. Nordamerikas ursprungsbefolkning blir äldst i Kalifornien, 80,2 år, men endast 68,2 år i South Dakota. Vita blir äldst i Washington, D.C, 84,3 år, men bara 75,4 år i West Virginia.
Mississippi är också den delstat med störst andel fetma, över 30%. Hela det nordvästliga centrala området (North Dakota, South Dakota, Minnesota, Missouri, Nebraska och Iowa), samt den nordostliga centrala regionen (Illinois, Ohio, Wisconsin, Michigan och Indiana) tillhör de fetaste. Minst fetma finns i Colorado.

### Religion

Besök till kyrka eller synagoga (2009).

En undersökning från 2013 visade att 31% av alla amerikaner besökte kyrka, synagoga eller annan plats för religiösa aktiviteter, åtminstone veckovis. Högst andel (51%) fanns i Utah, medan endast 17% besökte religiös plats veckovis i Vermont.

### Övriga indelningar
Dessutom finns mindre etablerade indelningar, såsom Frostbältet, Solbältet, Bibelbältet och Rostbältet.

## Ekonomi

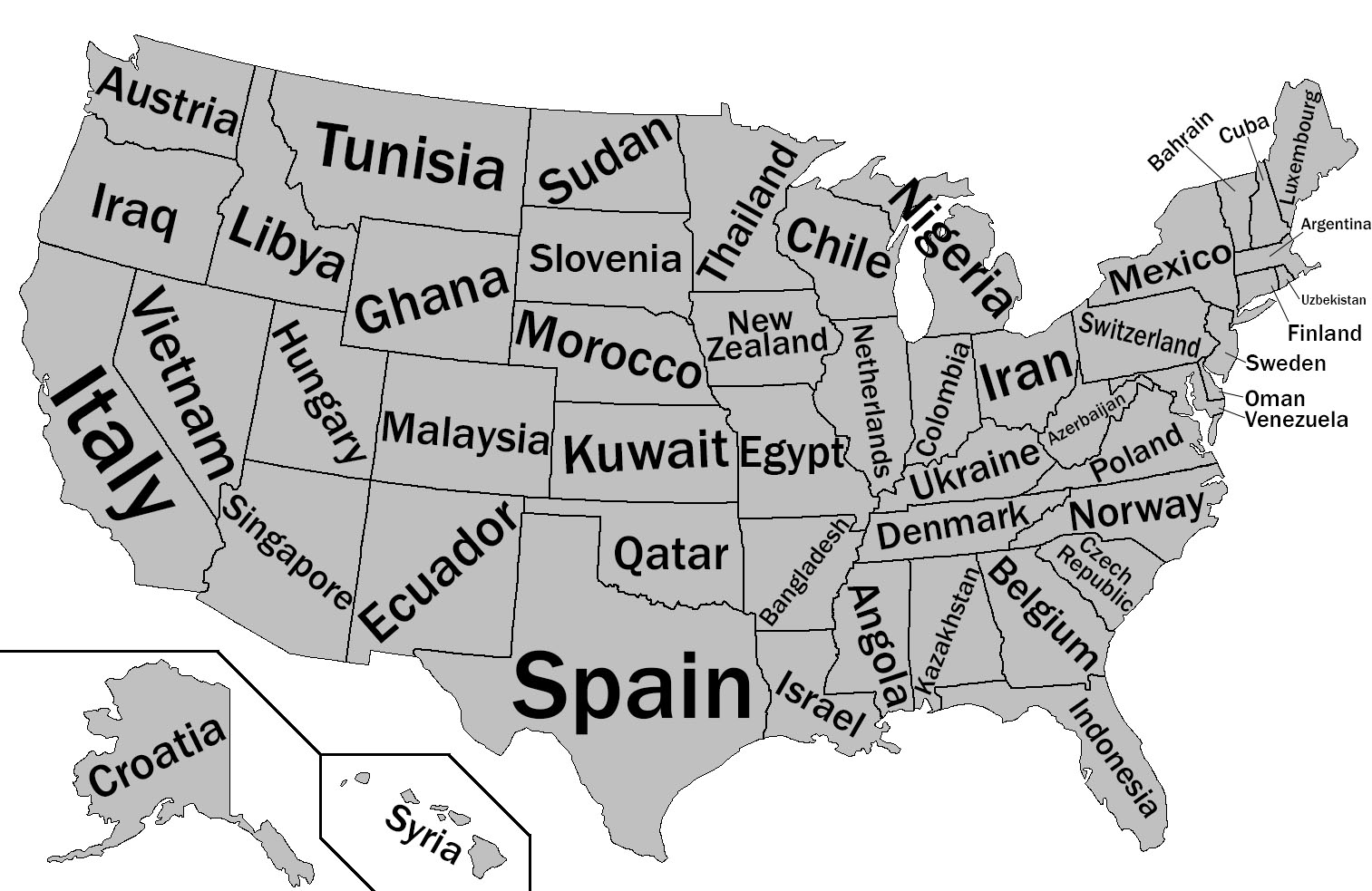
En jämförelse mellan bruttonationalprodukten i USA:s delstater med andra länder. (2012 års siffror)

Bruttonationalprodukten (BNP) i några av USA:s delstater är så höga att de skulle kvala in på topplistorna över världens rikaste länder. Kalifornien ligger med sina 2 287 021 000 000 dollar på plats 6 av världens rikaste länder och Texas ligger med sina 1 602 584 000 000 dollar på plats 11. Alla 50 delstater kvalar in bland de 100 rikaste länderna. Ekonomin varierar mycket delstaterna emellan. Vermonts 30 723 000 000 dollar är enbart en 1/74-del av Kaliforniens bruttonationalprodukt. Den delstat som har flest Fortune 500-företag är New York med 55, tätt följd av Texas med 54 och Kalifornien med 53. Den delstat som har högst arbetslöshet är West Virginia, med 7,5% av arbetsföra vuxna. Lägst arbetslöshet har Nebraska med 2,7%.

## Kultur
Det finns fyra större filmcentra i USA: Kalifornien (med Hollywood som främsta företrädare), delstaten New York, Louisiana och Georgia, även om antalet filmer som görs i de olika delstaterna varierar kraftigt. Stora delar av den inhemska TV-produktionen äger också rum i Hollywood, även om delar av inspelningen flyttat till den kanadensiska provinsen British Columbia. En av orsakerna till de olika delstaternas framgångar som filmcentra är klimatet (många soltimmar), men vissa delstaters fokus på skattelättnader för filmproduktion spelar också en stor roll. 39 delstater ger skattelättnader för filmproduktion.
De fem största bokförlagen – Hachette Books Group, Harper Collins, Macmillan Publishers, Penguin Random House och Simon and Schuster – har alla sina huvudkontor i New York.
44 av delstaterna samt Washington, D.C. har en "Poet Laureate", en poet som officiellt utnämnts av en regering och som ofta förväntas skapa dikter för statliga evenemang eller andra officiella sammanhang. De flesta delstater utnämner en poet laureate till en 1-2-årig period. Tjänsten innebär att man genomför offentliga framträdanden vid poesiläsningar eller litterära evenemang samt arbetar för att höga medvetenheten om poesi inom ens delstat.
Flera av de bäst säljande musikartisterna och -grupperna samt skivbolagen i världen kommer från USA. Några av artisterna men framför allt musikstilarna är knutna till specifika delstater: blues tillkom omkring Mississippideltat, jazz omkring New Orleans, Louisiana, och country som kom från Sydstaterna och Appalacherna och numera förknippas med Nashville, Tennessee. Senare musikstilar som förknippats med särskilda delstater är Illinois påverkan på framför allt rock och alternativ rock, rapmusik som ofta förknippas med Los Angeles, Kalifornien, samt grunge som kommer från Washington (framför allt Seattle), Oregon, Montana och Idaho.
Det finns 2 532 National Historic Landmark, områden eller byggnader av historiskt eller kulturellt värde. New York med sina 267 landmärken är den delstat som har flest. North Dakota är den med minst antal landmärken, 6. De flesta landmärkena finns i de 50 delstaterna, men några finns utanför landets gränser: Amerikanska jungfruöarna har 5 landmärken, Puerto Rico har 4 och öar som ägs av USA i södra Stilla havet har 6. 5 landmärken finns i Förenta nationernas förvaltarskapsområde i Stilla havet. Det enda landmärke som ägs av ett annat land finns i Marocko.

## Utbildning och vetenskap
Kostnader för utbildningsväsendet delas mellan delstater, countyn och USA:s federala statsmakt.
Delstaternas regeringar avgör utbildningsstandarder, kräver standardiserade test och övervakar skolor och universitet som drivs av delstaten (det finns även privata skolor och universitet, samt hemskolning). Det gör att barn i olika delstater börjar skolan vid olika åldrar. Några delstater tillåter också studenter mellan 14 och 17 års ålder att lämna skolan i förtid. Det praktiska arbetet styrs av delstatens skolstyrelse ('Board of Education'), inklusive beställning (och ibland revideringar) av läroböcker och annat utbildningsmaterial. I de fall där skolstyrelsen har haft en religiös eller politisk vinkling har det haft effekten att skolor förbjudit lärare att ta upp evolutionsläran eller uppmuntrat dem att jämställa kreationism med evolutionsteorin, eller konsekvent ändrat faktauppgifter för att passa den egna tron. Eftersom Texas är en folkrik stat har de läroböcker som delstaten beställer även fått genomslag i andra delstater.
Massachusetts skolsystem har utsetts till nationens bästa, medan det sämsta finns i Alaska. Lägst nivå på avhopp från skolan finns i Iowa.

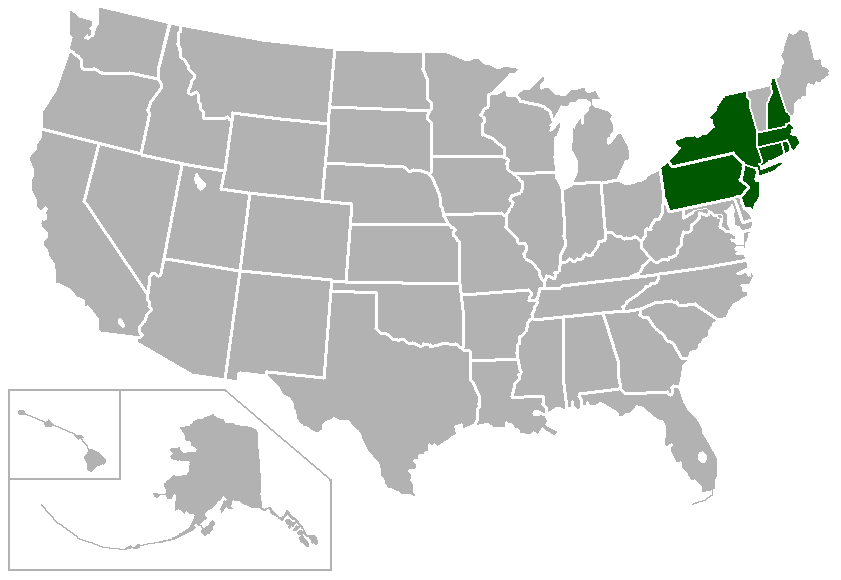
Karta där delstaterna för universiteten i Ivy League är markerade.

Massachusetts Institute of Technology (MIT) har rangordnats som världens bästa universitet. Andra amerikanska universitet på topplistan är Harvard University (Massachusetts, plats 4), Stanford University, Kalifornien (plats 7), California Institute of Technology (Caltech, plats 8), Princeton University (New Jersey, plats 9), Yale University (Connecticut, plats 10). Åtta av de äldsta och mest prestigefyllda privata universiteten kallas sammantaget för Ivy League. De tillhör de rikaste i världen vad gäller ekonomiska tillgångar och attraherar många betydande forskare från hela världen. Medlemsuniversitet:

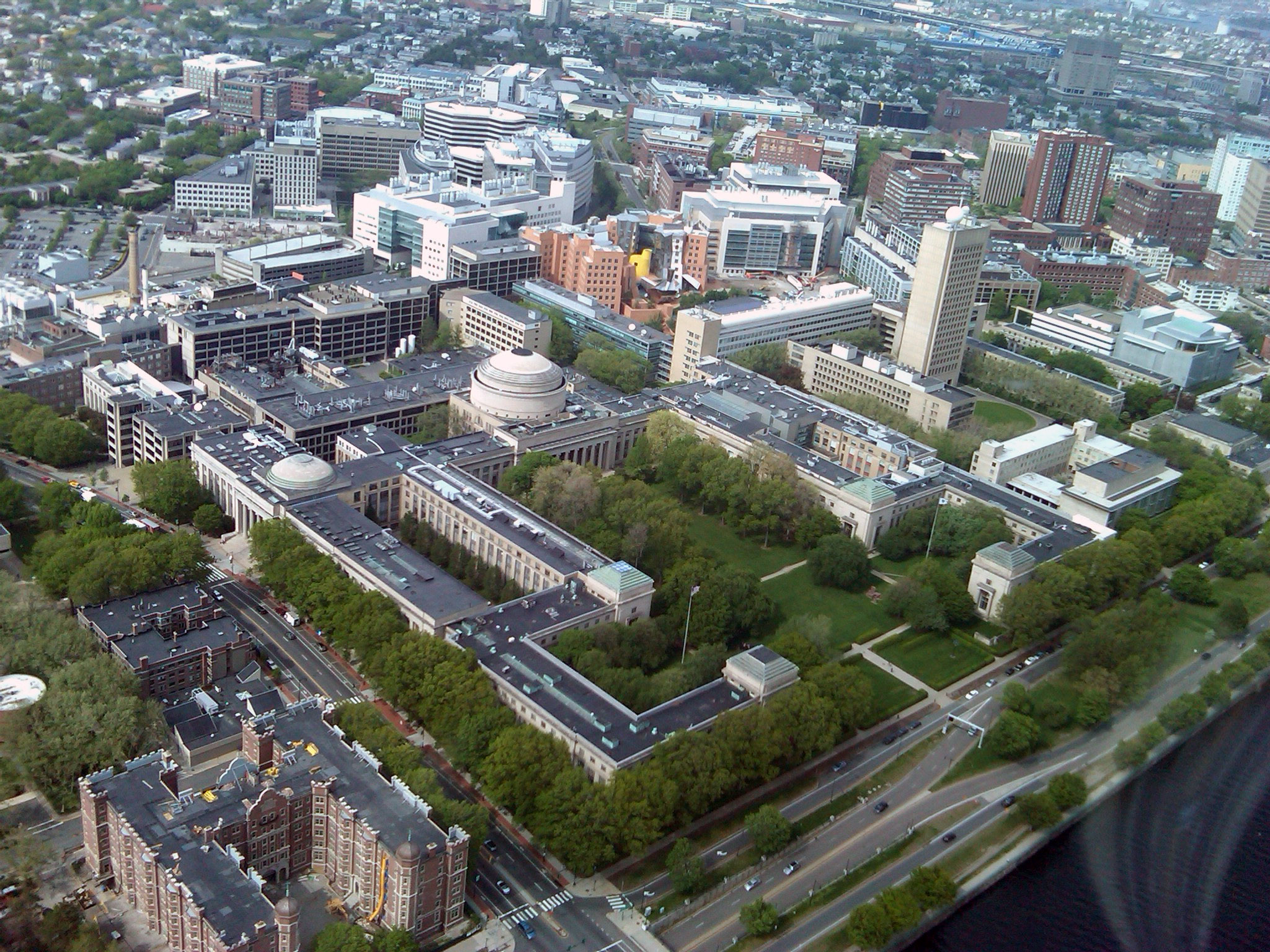
Massachusetts Institute of Technologys huvudcampus från luften.

- Brown University, Providence, Rhode Island, grundat 1764 som College of Rhode Island.
- Columbia University, New York, New York, grundat 1754 som King's College.
- Cornell University, Ithaca, New York, grundat 1865.
- Dartmouth College, Hanover, New Hampshire, grundat 1769.
- Harvard University, Cambridge, Massachusetts, grundat 1636.
- Princeton University, Princeton, New Jersey, grundat 1746 som College of New Jersey.
- University of Pennsylvania (Penn), Philadelphia, Pennsylvania, grundat 1740.
- Yale University, New Haven, Connecticut, grundat 1701 som Collegiate School.

Beroende på hur man räknar är Harvard det universitet i världen som haft flest nobelpristagare: 2015 var antalet 153. Eftersom Harvard använder en mindre generös uppräkning anger webbplatsen enbart 48. Andra amerikanska universitet som har haft flest nobelpristagare är Columbia (101), University of Chicago (90) och Massachusetts Institute of Technology (84).
Av USA:s astronauter har (2015):
- 31 kommit från New York
- 24 kommit från Kalifornien
- 23 kommit från Texas
- 21 kommit från Ohio
- 20 kommit från Pennsylvania

och 41 andra delstater. Inga astronauter som är födda i Alaska, Nevada, Vermont eller Wyoming har än så länge varit i rymden.

### Undervisning om USA:s delstater
Inom amerikanskt skolväsen används en del av geografiundervisningen till att lära ut namnen på delstaterna och deras huvudstäder. Därför har flera minnesregler uppfunnits för att komma ihåg dem.. TV-serien Animaniacs gjorde i avsnittet Wakko's America en minnessång till melodin Turkey in the straw.

## Sport
Amerikansk fotboll ('football') är den mest omtyckta sporten i USA, följt av baseball. Som mest omtyckt är amerikansk fotboll i Wisconsin, medan baseball har sitt starkaste fäste i delstaten Washington, basket har störst stöd i Utah, ishockey i Michigan och stockcar i West Virginia.
Kalifornien är överlägset mest representerat bland olympiska guldmedaljer (både vinter och sommar) med 122. Följande nio är New York (61), Illinois (37), Ohio (32), Texas (32), Pennsylvania (23), Michigan (20), Wisconsin (19), New Jersey (19) och Maryland (18). Jumboplatsen innehas av Delaware, North Dakota och Rhode Island som vardera har 0 guldmedaljer. Per capita ligger Florida dock sämst till. Fördelningen sommar- och vintermedaljer följer generellt sett klimatlinjerna, där kalla delstater vinner fler medaljer i vinter-OS och omvänt. De resultaten stämmer överens med en undersökning av var alla spelare i de fyra stora proffsligorna – NFL (amerikansk fotboll), MLB (baseball), NBA (basket) och NHL (ishockey) – är födda: hockeyspelare kommer från nordliga stater som Minnesota, Michigan och Massachusetts, och nästan aldrig från Södern. Amerikansk fotboll, å andra sidan, är överrepresented i Södern. Flest baseballspelare är födda i Kalifornien, Pennsylvania, Illinois, New York eller Texas, men nästan aldrig i Idaho, Montana, North Dakota, Wyoming eller Alaska. Den genomsnittlige spelaren i MBL kommer från nordöstra Oklahoma. New York är överrepresenterat i andel basketspelare.

## Delstater
| Flagga               | Namn                                    | Förkortning | Anslutning till unionen |
| -------------------- | --------------------------------------- | ----------- | ----------------------- |
| Alabama              | Alabama                                 | AL          | 1819                    |
| Alaska               | Alaska                                  | AK          | 1959                    |
| Arizona              | Arizona                                 | AZ          | 1912                    |
| Arkansas             | Arkansas                                | AR          | 1836                    |
| Colorado             | Colorado                                | CO          | 1876                    |
| Connecticut          | Connecticut                             | CT          | 1788 *                  |
| Delaware             | Delaware                                | DE          | 1787 *                  |
| Florida              | Florida                                 | FL          | 1845                    |
| Georgia              | Georgia                                 | GA          | 1788 *                  |
| Hawaii               | Hawaii                                  | HI          | 1959                    |
| Idaho                | Idaho                                   | ID          | 1890                    |
| Illinois             | Illinois                                | IL          | 1818                    |
| Indiana              | Indiana                                 | IN          | 1816                    |
| Iowa                 | Iowa                                    | IA          | 1846                    |
| Kalifornien          | Kalifornien                             | CA          | 1850                    |
| Kansas               | Kansas                                  | KS          | 1861                    |
| Kentucky             | Kentucky                                | KY          | 1792                    |
| Louisiana            | Louisiana                               | LA          | 1812                    |
| Maine                | Maine                                   | ME          | 1820                    |
| Maryland             | Maryland                                | MD          | 1788 *                  |
| Massachusetts        | Massachusetts                           | MA          | 1788 *                  |
| Michigan             | Michigan                                | MI          | 1837                    |
| Minnesota            | Minnesota                               | MN          | 1858                    |
| Mississippi          | Mississippi                             | MS          | 1817                    |
| Missouri             | Missouri                                | MO          | 1821                    |
| Montana              | Montana                                 | MT          | 1889                    |
| Nebraska             | Nebraska                                | NE          | 1867                    |
| Nevada               | Nevada                                  | NV          | 1864                    |
| New Hampshire        | New Hampshire                           | NH          | 1788 *                  |
| New Jersey           | New Jersey                              | NJ          | 1787 *                  |
| New Mexico           | New Mexico                              | NM          | 1912                    |
| New York (delstat)   | New York                                | NY          | 1788 *                  |
| North Carolina       | North Carolina                          | NC          | 1789 *                  |
| North Dakota         | North Dakota                            | ND          | 1889                    |
| Ohio                 | Ohio                                    | OH          | 1803                    |
| Oklahoma             | Oklahoma                                | OK          | 1907                    |
| Oregon               | Oregon                                  | OR          | 1859                    |
| Pennsylvania         | Pennsylvania                            | PA          | 1787 *                  |
| Rhode Island         | Rhode Island and Providence Plantations | RI          | 1790 *                  |
| South Carolina       | South Carolina                          | SC          | 1788 *                  |
| South Dakota         | South Dakota                            | SD          | 1889                    |
| Tennessee            | Tennessee                               | TN          | 1796                    |
| Texas                | Texas                                   | TX          | 1845                    |
| Utah                 | Utah                                    | UT          | 1896                    |
| Vermont              | Vermont                                 | VT          | 1791                    |
| Virginia             | Virginia                                | VA          | 1788 *                  |
| Washington (delstat) | Washington                              | WA          | 1889                    |
| West Virginia        | West Virginia                           | WV          | 1863                    |
| Wisconsin            | Wisconsin                               | WI          | 1848                    |
| Wyoming              | Wyoming                                 | WY          | 1890                    |

* Årtal när de tretton första delstaterna ratificerade USA:s konstitution

### Commonwealths
Fyra delstater använder det officiella namnet "Commonwealth" (samvälden), snarare än "delstat": Kentucky, Massachusetts, Pennsylvania och Virginia. Detta är dock enbart en skillnad på pappret och USA:s konstitution hänvisar till alla dessa subnationella områdena som "stater" (Artikel 1, Sektion 2, Stycke 1, och i andra stycken). Därför räknas dessa fyra Commonwealths som delstater. Det ska dock inte blandas samman med  Puerto Rico och Nordmarianerna som är samvälden av en annan sort och som är territorier till USA.

### Etymologi

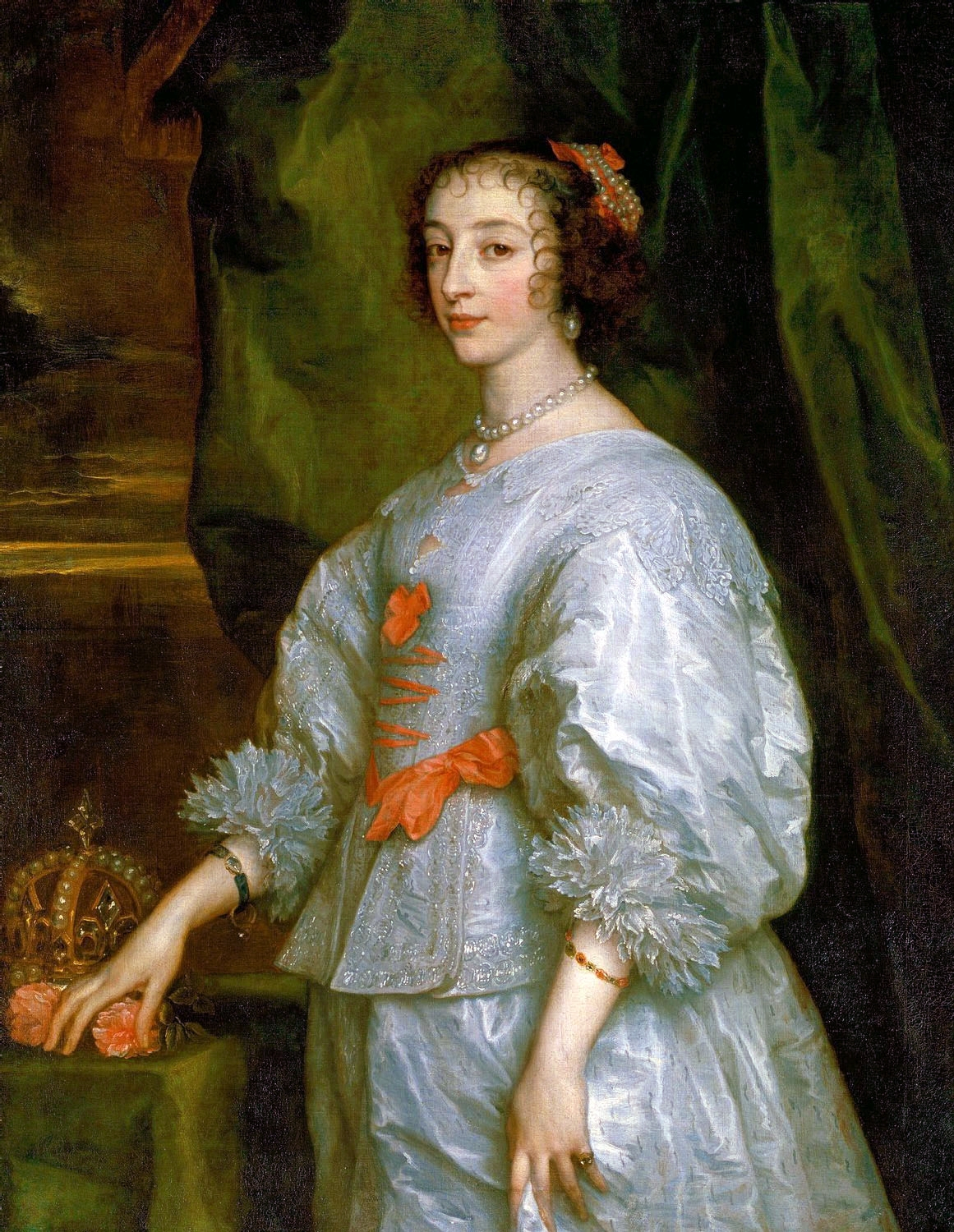
Henrietta Maria av Frankrike, som gett namn åt Maryland.

24 delstaters namn kommer från språk som talats av Nordamerikas ursprungsbefolkning. Av dessa är åtta från algonkinspråk, sju från siouxspråk, tre från irokesiska språk, ett är från uto-aztekiska språk och fem andra är från andra amerikanska ursprungsspråk. Hawaiis namn är hämtat från det polynesiska hawaiiska språket. Av de kvarvarande är 22 från europeiska språk: sju från latin (mestadels latiniserade former av engelska namn), och resten från engelska, spanska och franska.
11 delstater är döpta efter människor, varav sju är regenter och en efter en amerikansk president. De personer som gett namn åt delstater är George Washington (delstaten Washington), drottning Elisabeth (Virginia), Georg II av Storbritannien (Georgia), Thomas West, 3:e baron De La Warr (Delaware), Karl II av England (North och South Carolina), drottning Maria Henriette av England (Maryland), hertigen av York (New York) och Ludvig XIV av Frankrike (Louisiana).
De resterande sex delstaternas namn har okända ursprung eller är omstridda.

## Flaggor och andra symboler

Den amerikanska flaggan med de 50 stjärnorna som representerar delstaterna och de 13 ränderna som representerar de ursprungliga kolonierna.

På den amerikanska flaggan representerar de 50 stjärnorna de 50 delstaterna, medan de tretton ränderna representerar de ursprungliga tretton kolonierna. Flaggan antogs som symbol för USA 1777, men har anpassats varje gång en eller flera delstater har antagits till unionen. Utseendet har ändrats 26 gånger sedan den först antogs. Den 48-stjärniga flaggan används i 47 år innan den 49-stjärniga versionen blev officiell 1959. Den 50-stjärniga versionen anammades 1960. Det är den version av flaggan som använts under längst period, över 55 år.
Varje delstat har dessutom en egen flagga. Dessa har regionala influenser och lokala historier, samt vitt skilda stilar och designprinciper. De moderna delstatsflaggorna härrör från 1890-talet, då delstaterna ville ha distinkta symboler vid 1893 års World's Columbian Exposition i Chicago, Illinois. De flesta delstatsflaggorna formgavs och antogs mellan 1893 och första världskriget. Ungefär hälften av flaggorna har den vanliga "sigill på ett lakan"-designen, där delstatssigillet har placerats på en enfärgad, vanligen blå, bakgrund. 16 stater har dessutom flaggor för sin guvernör. De flesta av dessa bygger på delstatsflaggan och/eller delstatssigillet.
Förutom flaggorna har samtliga delstater ett antal olika symboler. Följande är några av de symboler som delstaterna valt: sånger, maträtter, frukter, blommor, mineraler och stenar, träd, fiskar, fossiler och fåglar. Dessutom har samtliga delstater ett eller flera motton.